# هرتا هاس

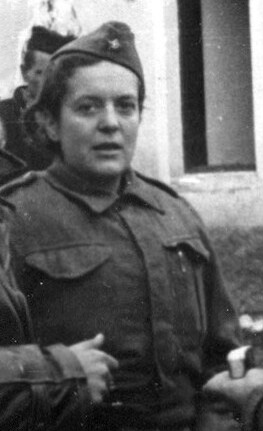
هاس در سال ۱۹۴۳

هرتا هاس (۲۹ مارس ۱۹۱۴–۵ مارس ۲۰۱۰) یک پارتیزان اسلوونیایی و یوگسلاوی در طول جنگ جهانی دوم و همسر دوم یوسیپ بروز تیتو، رهبر پارتیزان‌ها و رئیس‌جمهور آینده یوگسلاوی بود.
هاس پس از فارغ‌التحصیلی در سال ۱۹۳۳ در مدرسه عالی اقتصادی و بازرگانی زاگرب در ماریبور تحصیل کرد و در سال ۱۹۴۵ فارغ‌التحصیل شد.
در سال ۱۹۳۶ در اتحادیه کمونیست‌های یوگسلاوی پذیرفته شد. از سال ۱۹۳۸ تا ۱۹۴۱، او پیک کمیته مرکزی اتحادیه و همراه تیتو بود. در سال ۱۹۴۰، هاس همسر دوم تیتو شد و صاحب پسری به نام میشا شد. پس از جنگ، تیتو از او طلاق گرفت. وی پس از پایان جنگ در وزارت صنایع جمهوری کرواسی مشغول به کار بود و بعداً به عنوان منشی در دولت جمهوری کرواسی مشغول به کار شد.

## زندگی‌نامه
هاس در سال ۱۹۱۴ در سلونسکا بیستریتسا که در آن زمان بخشی از اتریش-مجارستان بود به دنیا آمد. او در دبیرستان به جنبش کارگران انقلابی پیوست و به عنوان پیک بین گروه‌هایی در یوگسلاوی و فرانسه کار کرد.
هاس در سال ۱۹۳۷ با تیتو در پاریس ملاقات کرد. در این زمان یک سال بود که از طلاق همسر تیتو، پلاگیجا «پولکا» بلوسووا می‌گذشت. در سال ۱۹۴۰، هاس به استانبول سفر کرد تا گذرنامه ای را به تیتو که از سفر به مسکو بازمی‌گشت، تحویل دهد. بر اساس زندگینامه عشق‌های جوسیپ بروز تیتو، رابطه آنها به زودی عاشقانه شد. این زوج در سال ۱۹۴۰ ازدواج کردند و با استفاده از نام مستعار به یوگسلاوی بازگشتند. آنها تا زمان تهاجم به یوگسلاوی، زمانی که تیتو به بلگراد نقل مکان کرد، در زاگرب زندگی کردند، در حالی که هاس، که تنها فرزندشان را باردار بود، در زاگرب ماند.

## جنگ جهانی دوم
در ماه مه ۱۹۴۱، هاس تنها پسر خود را به دنیا آورد، میشو بروز، که از سال ۲۰۰۴ تا ۲۰۰۹ سفیر کرواسی در اندونزی بود پارتیزان‌های یوگسلاوی هاس و پسرش را از مقامات آلمان نازی و متحدان آنها پنهان کردند، اما او در نهایت دستگیر شد. او در سال ۱۹۴۳ در تبادل اسرا بین آلمانی‌ها و پارتیزان‌ها با یک افسر آلمانی مبادله شد.
زمانی که هاس آزاد شد و دوباره به پارتیزان‌ها در سال ۱۹۴۳ پیوست، تیتو با منشی شخصی خود داوورجانکا پاونوویچ، که اسم رمز «زدنکا» داشت، رابطه نامشروع داشت. هاس و تیتو به‌طور ناگهانی در سال ۱۹۴۳ در یایسه در خلال جلسه دوم شورای ضد فاشیست برای آزادی ملی یوگسلاوی پس از فاش شدن رابطه شوهرش و داوورجانکا پاونوویچ از او جدا شد. هرتا با عصبانیت به اسلوونی رفت و تا پایان جنگ در آنجا ماند.  هاس بیشتر زمان باقی مانده از جنگ جهانی دوم را در اسلوونی و دور از تیتو گذراند.

## پس از جدایی از تیتو
بنا بر گزارش‌ها، هاس تنها یک بار پس از جنگ جهانی دوم در جریان بازدید از دفتر ریاست جمهوری وی در بلگراد با تیتو ملاقات کرد. داووریانکا معشوقه تیتو به طور ناگهانی درگذشت و جوسیپ را ناامید کرد. او نامه‌ای به گرتا نوشت و از او خواست که برگردد، اما او نپذیرفت و گفت که هرگز خیانت جوسیپ را نخواهد بخشید. آخرین باری که شوهرش را دید در سال ۱۹۴۶ بود. او برای مدت طولانی در کمیته اجرایی اتحادیه به عنوان دستیار یکی از سیاستمداران کار می کرد، اما در عین حال چهره ای منزوی از خود را حفظ کرد.پس از پایان جنگ، هاس در چندین مؤسسه دولتی یوگسلاوی کار کرد. او دوباره ازدواج کرد و دو دختر به دنیا آورد. او بیشتر عمر بعدی خود را در گمنامی نسبی گذراند.
هاس در ۵ مارس ۲۰۱۰ در بلگراد، صربستان در سن ۹۵ سالگی درگذشت